# Giovanni Beltrami (incisore)
Giovanni Beltrami (Cremona, 26 ottobre 1770 – Cremona, aprile 1854) è stato un medaglista, incisore e glittico italiano.

## Biografia
Beltrami è figlio di un gioielliere e nipote del pittore Antonio Beltrami; si è formato con studi propri e con i suoi esperimenti. Durante la Repubblica cisalpina, trova un patrono in Eugène de Beauharnais, a cui fa, tra le altre cose, una catena di 16 cammei in cui è raffigurata la storia di Psyche. Le sue numerose opere, quasi tutte disperse, sono documentate da fonti letterarie. Il suo lavoro, con una meticolosa attenzione ai dettagli, è composta principalmente dalla produzione di cammei di grandi dimensioni tratti da dipinti. 
Nel 1815 incise per l'imperatrice d'Austria un ritratto del padre, il re di Baviera e nel 1825 uno del marito, l'imperatore Francesco I.
Uno dei suoi capolavori è La tenda di Dario (1828; Cremona, Museo Civico), inciso su una pietra bianca, tratto da un quadro di Charles Le Brun (Versailles, Château), con circa 20 persone raffigurate.
Un altro cameo è inciso su un topazio di 27mm. in cui è raffigurata di l'Ultima cena di Leonardo.